# 阿尔沃·图奥米宁
阿尔沃·图奥米宁（芬蘭語：Arvo Tuominen；1894年9月5日—1981年5月27日），芬兰共产主义革命家、芬兰社会民主党记者、作家、政治家，原芬兰共产党总书记。

## 生平
早年加入芬兰社会民主党，芬兰内战期间加入芬兰赤卫队，赤卫队失败后被捕并流亡俄罗斯，在彼得格勒参与建立芬兰共产党。他返回芬兰后多次被捕入狱。1932年前往瑞典。1933年在苏联国际列宁学校接受培训，并被任命为芬兰共产党总书记，并成为共产国际执行委员会委员。1938年前往瑞典斯德哥尔摩。1939年11月，苏联要求图奥米宁回到莫斯科被他拒绝。据称，在冬季战争期间，图奥米宁号召芬兰共产党党员应抵抗苏联对芬兰的侵略。1956年，图奥米宁从瑞典回到芬兰，并当选芬兰议会议员。